# Jyske Ås

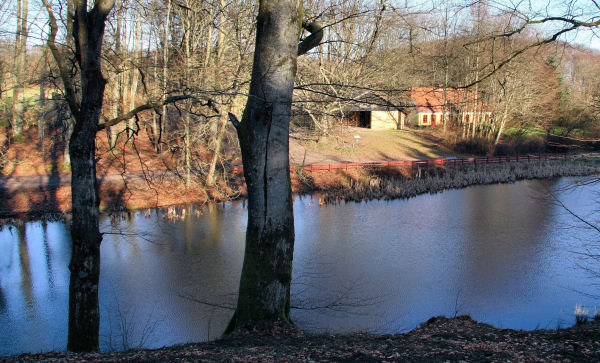
Lunken, Waldgebiet im Pajhede Skov

Jyske Ås ist ein bewaldeter Höhenrücken auf der dänischen Insel Vendsyssel-Thy in Nordjütland. Geologisch handelt es sich nicht, wie der Name vermuten ließe, um ein Os, sondern um eine Endmoräne.

## Lage
Der Höhenrücken erstreckt sich von Dronninglund etwa 25 km nach Nordwesten bis Østervrå. Die höchsten Punkte werden an den Allerup Bakker erreicht: Storstensbakken, Voldene und Skelbakken messen über 100 Meter über dem Meer. Im Waldgebiet Pajhede Skov misst Søhedens Bakke 112 Meter.
Die höchste Erhebung Knøsen (136 Meter) liegt im Waldgebiet Dronninglund Storskov.
Jyske Ås wird von markierten Rad- und Wanderwegen erschlossen. 2015 wurde der Informationsort „Porten til Jyske Ås“ bei Klokkerholm eröffnet. Es befindet sich an der Autobahn E45, Anschlussstelle 15 (Jyske Ås).
Im östlichen Teil von Jerslev Sogn entspringen drei größere Flüsse: Vorsaa, die in das Kattegat mündet, Uggerby Å, die nach Norden fließt und in der Nordsee mündet und Ryå, die nach einem mäandernden Lauf westlich von Nørresundby in den Limfjord fließt.

## Flora
Im Waldgebiet Lunken im Pajhede Skov sind über 250 verschiedene Blütenpflanzen registriert, darunter Windröschen (Anemone), Siebenstern, Tüpfelfarne und Sumpf-Blutauge. Auf den alten Wiesen wachsen Gras, Heidekräuter, Heidelbeeren und Wacholder.

## Fauna
Starke Populationen gibt es von Rehen, Dachsen, Eichhörnchen, Grünspechten, Haubenmeisen, Tannenmeisen und Wintergoldhähnchen.